# 椎田インターチェンジ
椎田インターチェンジ（しいだインターチェンジ）は、福岡県築上郡築上町にある椎田道路（東九州自動車道に並行する一般国道10号の自動車専用道路）のインターチェンジである。

## 歴史
- 1991年（平成3年）3月15日：椎田道路全線（辻垣交差点 - 福岡県道232号交点〈中村交差点〉間）開通に伴い、供用開始[1]。
- 2012年（平成24年）12月3日：東九州自動車道と椎田道路を繋げる改築工事に伴い、北九州・行橋方面と接続するランプが閉鎖[2]。
- 2014年（平成26年）
  - 3月10日：改築工事に伴い全方向の出入口を閉鎖[3][4]。
  - 8月8日：改築工事の完了に伴い、23時より全方向の出入口を開放[5]。
  - 12月13日：東九州自動車道との接続に伴い椎田本線料金所が廃止され、椎田IC料金所での料金収受を開始[6]。

## 周辺
- 築上町役場
- 綱敷天満宮

## 接続する道路
- 直接接続
  - 福岡県道231号黒平椎田線
- 間接接続
  - 国道10号
  - 福岡県道58号椎田勝山線

## 料金所
- ブース数：4

### 入口
- ブース数：2
  - ETC専用：1
  - 一般：1

### 出口
- ブース数：2
  - ETC専用：1
  - 一般（自動精算機）：1

## 隣
E10 東九州自動車道（ 椎田道路）
(4) 築城IC - (5) 椎田IC - (6) 椎田南IC